# Dublin Murders
Dublin Murders es una serie de televisión británica de drama, basada en la serie de libros «Dublin Murder Squad» de Tana French, para la cadena BBC. La serie se emitirá en BBC One y Starz, con la emisora de servicio público irlandesa RTÉ más tarde uniéndose al proyecto.  Producida por Euston Films, una parte del grupo Fremantle Media, FremantleMedia International se encarga de los derechos internacionales.
La primera temporada, de ocho episodios, también fue adquirida por Starz para su emisión en Estados Unidos y Canadá, mientras que Starz Play posee los derechos de emisión para Alemania, Francia, Italia, Latinoamérica y España.
La serie se estrenó en BBC One el 14 de octubre de 2019, con la primera temporada adaptando los dos primeros libros de la serie francesa, In the Woods y The Likeness. en RTÉ el 16 de octubre de 2019.  El 10 de septiembre de 2019, se anunció que la serie se estrenará en los Estados Unidos el 10 de noviembre de 2019 en Starz.

## Argumento
Dublin Murders sigue a «Rob Reilly, un detective de traje elegante cuyo acento inglés lo marca como un extraño, el cual es enviado a investigar el asesinato de una joven en las afueras de Dublín con su compañera, Cassie Maddox. Contra su mejor juicio y protegido por su amistad con Cassie, es llevado nuevamente a otro caso de niños desaparecidos y obligado a enfrentar su propia oscuridad. A medida que el caso se intensifica, la relación de Rob y Cassie se pone a prueba hasta el punto de ruptura y cuando Cassie es enviada encubierta por otro caso de asesinato, se ve obligada a enfrentarse cara a cara con su propio juicio brutal».

## Elenco
- Killian Scott como Rob Reilly[1]
- Sarah Greene como Cassie Maddox[1]
- Tom Vaughan-Lawlor como Frank Mackey
- Moe Dunford como Sam O'Neill
- Sam Keeley como Daniel March
- Antonio Aakeel como Raphael «Rafe» Hyland
- Charlie Kelly como Justin Mannering
- Vanessa Emme como Abigail «Abby» Stone
- Leah McNamara como Rosalind Devlin
- Ian Kenny como Phelan
- Eugene O'Hare como Quigley
- Jonny Holden como Damien Donnelly
- Conleth Hill como O'Kelly
- Peter McDonald como Jonathan Devlin
- Kathy Monahan como Margaret Devlin
- Ericka Roe como Alannah Shorey

## Episodios
| N.º | Título                   | Dirigido por    | Escrito por  | Fecha de emisión original | Fecha de emisión en Estados Unidos | Audiencia (millones) |
| --- | ------------------------ | --------------- | ------------ | ------------------------- | ---------------------------------- | -------------------- |
| 1   | «Episode 1» «Episodio 1» | Saul Dibb       | Sarah Phelps | 14 de octubre de 2019     | 10 de noviembre de 2019            | 0.306                |
| 2   | «Episode 2» «Episodio 2» | Saul Dibb       | Sarah Phelps | 15 de octubre de 2019     | 17 de noviembre de 2019            | 0.176                |
| 3   | «Episode 3» «Episodio 3» | John Hayes      | Sarah Phelps | 21 de octubre de 2019     | 24 de noviembre de 2019            | 0.219                |
| 4   | «Episode 4» «Episodio 4» | John Hayes      | Sarah Phelps | 22 de octubre de 2019     | 1 de diciembre de 2019             | 0.191                |
| 5   | «Episode 5» «Episodio 5» | Rebecca Gatward | Sarah Phelps | 28 de octubre de 2019     | 8 de diciembre de 2019             | 0.231                |
| 6   | «Episode 6» «Episodio 6» | Rebecca Gatward | Sarah Phelps | 29 de octubre de 2019     | 15 de diciembre de 2019            | 0.287                |
| 7   | «Episode 7» «Episodio 7» | John Hayes      | Sarah Phelps | 4 de noviembre de 2019    | 22 de diciembre de 2019            | 0.258                |
| 8   | «Episode 8» «Episodio 8» | John Hayes      | Sarah Phelps | 5 de noviembre de 2019    | 29 de diciembre de 2019            | —                    |

## Producción

### Rodaje
El rodaje comenzó en 2018 en Belfast y Dublín. El rodaje continuó en Dublín a finales de febrero de 2019.

## Lanzamiento

### Marketing
El 2 de julio de 2019, se lanzó el primer teaser de la serie en el canal de YouTube de Starz. El 10 de septiembre de 2019, se lanzó un tráiler oficial de la serie.

### Distribución
La serie se estrenará el 10 de noviembre de 2019 en Alemania, Francia, Italia, Latinoamérica y España en Starz Play.